# Giorgio Antonucci
Giorgio Antonucci (Lucca, Toscana; 24 de febrer de 1933-Florència, Toscana; 18 de novembre de 2017) va ser un metge i psicoanalista italià, referència de la antipsiquiatria a Itàlia.

## Biografia
El 1963 es forma com a psicoanalista amb Roberto Assagioli —fundador de la psicosíntesi— i comença a dedicar-se a la psiquiatria intentant solucionar els problemes dels pacients, evitant els internaments i qualsevol mètode coercitiu. El 1968 treballa en Cividale del Friuli en un pavelló obert de l'hospital civil que representava una alternativa als manicomis. El 1969 treballa a l'hospital psiquiàtric de Gorizia, dirigit per Franco Basaglia. Des de 1970 fins a 1972 dirigeix el centre d'higiene mental de Castelnuovo nei Monti en província de Reggio Emilia. Des de 1973 fins a 1996 treballa en Imola en l'àmbit del desmantellament dels hospitals psiquiàtrics Osservanza i Luigi Lolli. Durant el terratrèmol de 1968 a Sicília occidental va treballar com a metge amb el servei civil de la província de Florència. En els seus últims anys va viure a Florència i va col·laborar amb el Comitato dei Cittadini per i Diritti Umani.

## Posició en referència a la psiquiatria
Dacia Maraini: “En què consisteix aquest mètode nou pel que fa als denominats malalts psíquics?"
Giorgio Antonucci: “Per a mi significa que els malalts mentals no existeixen i la psiquiatria ha de ser completament eliminada."
-Entrevista, 1978 
En les seves publicacions Giorgio Antonucci afirma que teòricament s'acosta al corrent existencial-humanista de Carl Rogers, als corrents de crítica a la psiquiatria (Erving Goffman, Laing, Cooper, i Thomas Szasz) i a la crítica a la institució manicomial de Franco Basaglia.
Szasz afirma concordar amb Antonucci sobre el concepte de "persona" dels suposats malalts psiquiàtrics: són, com nosaltres, persones des de tot punt de vista, que poden ser jutjats emotivament i en la seva "condició humana"; la "malaltia mental" no converteix al pacient a ser "menys que un home", i no és necessari el psiquiatre per "retornar-li humanitat".
Giorgio Antonucci és el fundador de l'enfocament nopsiquiátric al sofriment psíquic, que es funda en els següents assumptes:
- El tractament sanitari obligatori no pot ser un enfocament científic i mèdic al sofriment en basar-se en la força contra la voluntat del pacient.
- L'ètica del diàleg és substituïda per l'ètica de la coerció. El diàleg no pot desenvolupar-se sinó entre individus que es reconeixen com a persones en una confrontació inter pares.
- La diagnosi és negada en ser considerada com a prejudici psiquiàtric que impedeix començar el veritable treball psicològic amb el sofriment dels éssers humans per les contradiccions de la naturalesa i la consciència, les contradiccions de la societat i els conflictes de la convivència.
- Els psicofàrmacs serveixen per calmar, drogar a la persona i per millorar les condicions de vida dels qui han d'ocupar-se del pacient. Es neguen tots els altres instruments que danyen a la persona, des de la lobotomia fins a la castració (proposta també a Itàlia en referència als delictes sexuals), i tota mena de xoc.
- Per criticar les institucions cal qüestionar també el pensament que les ha creat.

## Premis
- El 26 de febrer de 2005, Premi Thomas Szasz, per la "lluita contra l'estat terapèutic" a Los Angeles.

## Obres
- I pregiudizi e la conoscenza critica alla psichiatria (pròleg de Thomas S. Szasz), ed. Coop. Apatxe - 1986
- Psichiatria ieri ed oggi, Enciclopedia Atlantica (European Book, Milano) - 1989
- Il pregiudizio psichiatrico, Eleuthera - 1989 isbn 88 85861 10 5
- Freud e la psichiatria, 1990 Enciclopedia Atlantica, European Book, Milano
- Aggressività Composizione in tre tempi in Uomini e lupi, Edizioni Elèuthera - 1990 ISSN 0392-5013
- Psichiatria e cultura, Enciclopedia Atlantica, European Book, Milano - 1991
- Contrappunti, Sensibili alle Foglie - 1994 isbn 88 86323 06 2
- Critica al giudizio psichiatrico, Sensibili alle Foglie - 1994 ISBN 88-89883-01-4
- Il giudice e lo psichiatra, collana di libri Volontà di Elèuthera - volume - Delitto e castigo - 1994 issn 03392 5013
- (amb Alessio Coppola) Il telefono viola. Contro i metodi della psichiatria, Elèuthera - 1995 ISBN 978-88-85861-60-2
- Pensieri sul suicidio, Elèuthera - 1996 isbn 88 85861 75 x
- Il pregiudizio psichiatrico, Elèuthera - 1998 EAN 9788885861992
- Le lezioni della mia vita. La medicina, la psichiatria, le istituzioni, Spirali - 1999 isbn 88 7770 536 1
- Pensieri sul suicidio, Elèuthera - 2002 EAN 9788885060692
- Il cervello. Atti del congresso internazionale Milano, dal 29 novembre al 1º dicembre 2002 (conté el discurs d'Antonucci al congrés) Spirali - 2004
- Critica al giudizio psichiatrico, Sensibili alle Foglie - 2005 ISBN 978-88-89883-01-3
- Diari dal manicomio. Ricordi e pensieri, Spirali - 2006 isbn 88 7770 747nx
- Igiene mentale e libero pensiero. Giudizio e pregiudizio psichiatrici, pubblicazione a cura dell'associazione "Umanità nova", Reggio Emilia - Ottobre 2007.
- Foucault e l'antipsichiatria. Intervista a Giorgio Antonucci in Diogene. Filosofés Oggi N. 10 - Anno 2008 - Amb «IL DOSSIER: 30 anni dalla legge Basaglia»
- Corpo - "Intervista di Augusta Eniti a Giorgio Antonucci", Multiverso" Università degli studi di Udine, n.07 08 ISSN 1826-6010 1826-6010. Anno 2008.
- Conversazione con Giorgio Antonucci a cura di Erveda Sansi. Critical Book - I quaderni dei saperi critici - Milano 16.04.2010. S.p.A Leoncavallo.
- (amb altres autors) La libertà sospesa, Fefè editore, Roma 2012.isbn 978 88 95988 31 3
- (contributo di Giorgio Antonucci e Ruggero Chinaglia) Della Mediazione di Elisa Ruggiero, Aracne 2013. isbn 978-88-548-5716-2

### Poesia
- La nau del paradiso, Giorgio Antonucci - Spirali - 1990 isbn 88 7770 296 6

## Entrevistes en castellà
- Periódico Diagonal núm. 250: Antonucci: La locura no tiene ningún significado filosófico (vegeu 'Enllaços externs'). L'entrevista ha estat republicada en CTXT núm. 28, Infolibre i Vent Sud.